# Schron bojowy w Piszu
Schron bojowy w Piszu – schron bojowy typu 107a w Piszu. Został wybudowany w 1939 roku, mieści się przy ulicy św. Wojciecha. W 2007 został wpisany do Rejestru Zabytków.